# 후희
후희(後戲,afterplay)는 성교를 끝낸 뒤에 하는 애무 등의 행위를 말한다.

## 개요
전희는 성교에 앞서 행해지는 행위이지만, 후희는 성교 후에 행해진다. 이 행동은 의사 소통 수단 중 하나로 성 협상을 하는 사람에게 특유한 행동이라고 생각되며, 다른 동물에게서는 이와 유사한 행동 방식이 보고되지 않았다. 인간과 마찬가지로 성행위에 있어서 사회적 커뮤니케이션의 역할이 큰 보노보 조차도 이 행위는 확인되지 않았다.
여성은 쾌감에서 좀처럼 깨어나지 못하고, 성행위 후에도 여운에 잠기고 있는 경우가 많다. 본능적으로 갖추어져 있는 감각으로, 성행위 후에 바로 움직여 버려서 임신하기 어려워지는 일이 있다. 그 때문에, 남성보다 여운에서 깨어나기 어렵고, 몸도 움직이지 않아서 멍하니 있는 경향이 있다.
후희는 전희에 비해 성적 흥분을 목적으로 한 각종 매체(비디오 ・ 소설 등)에 그려지는 일이 적기 때문에, 의식하여 이루어지는 사례는 비교적 적은 것으로 보고되고 있다. 한쪽만의 짝사랑이 아니고, 양쪽이 서로 사랑하는 사이에서는, 무의식의 애무에 의해 후희에 해당하는 행위가 이루어지고 있는 것으로 보고되고 있고, 이들은 종종 연애 체험의 일환으로 이야기되어 진다. 반면, 후희가 없을 정도로 성관계에서 기분이 상하는 경우도 볼 수 있기 때문에, 후희는 행하는 것이 좋은 행동 양식으로 꼽힌다. 특히, 성행위가 매너리즘화 되어, 질리거나 지루해지거나 만족과는 거리가 먼 의무적인 행위에 종시하고 있는 경우에는, 후희를 행함으로서 성행위에 이은 일상생활에도 좋은 영향을 미쳐, 매저리즘 경향을 타파하는 효과를 기대할 수 있다.
후희 속에서 포옹, 애무, 키스 등과 함께 오가는 대화는 특히 베개 대화라고 한다.

## 행위의 의미
이 행위는 보통 성관계를 통해 여성이 만족을 얻지 못할 경우 후속 조치로 이루어지는 것과 여성이 만족했을지라도 행위의 여운을 즐기기 위해 이루어지는 것 중 하나이다. 전자의 경우는 애무나 커닐링구스 등의 전희와 동종의 애무를 실시하는 것으로 되어 있고, 후자의 경우는 포옹 등의 성적 자극을 포함하지 않는 것이 주를 이룬다.
성관계에서 남성의 가장 미움받는 행위 중 하나로는, 여성의 입장을 생각하지 않고 자신만이 오르가슴에 도달하고서는 만족해하며 얼른 잠이 드는 것을 들 수 있다. 특히, 여성이 전혀 행위에 만족하지 못한 경우에는 이러한 태도가 비극적인 결과를 초래할 수 있다. 여성이 만족했는지의 여부를 구별하는 방법은 다양하게 언급되어 있지만, 가장 알기 쉬운 방법은 여성이 졸음이나 기력의 저하를 호소하고 있는지의 여부로 구별할 수 있다. 일반적으로, 오르가슴 후에는 일정한 권태감을 느낄 수 있다. 졸음도 올 수 있는데, 때로는 저항하기 어려운 졸음을 느낄 수도 있다. 이 졸음은 호르몬의 분비로 인한 것으로, 30분 정도의 가벼운 수면으로 충분히 깨어날 수 있다. 이 때문에 여성을 잘 관찰하여 그러한 징후의 유무를 판단하여 구별하여야 할 것이다.
일반적인 성관계에서 절반이 조금 넘는 여성이 오르가슴을 느끼기 전에 남성이 사정에 이른다는 통계도 존재한다. 특히, 남성이 피곤할 경우에는 흔히 2회전이나 2라운드 등으로 불리는 사정 후 계속 진행되는 성관계가 없어 여성이 불만족에 빠지는 경우도 볼 수 있다.
여성에 있어서의 만족 · 불만족의 개념은 남성의 사정에 이르는 오르가슴의 그것과는 달리, 포옹이나 스킨십 등에 의해서 얻어지는 경우도 있으므로, 여성에게 있어서 반드시 오르가슴이 중요시되는 것은 아니다. 따라서 남성은 여성의 오르가슴 유무 만을 기준으로 삼지 말고, 어느 정도 의사소통을 시도한 후, 어떤 행동을 취해야 할지 생각하는 것이 좋을 것이다.

## 같이 보기
- 전희
- 성교
- 항문 성교
- 비삽입성교
- 구강성교
- 69체위
- 그룹 섹스
- 사정
- 오르가슴
- 애무
- 젖치기